# Een vergissing van de bank in uw voordeel
Een vergissing van de bank in uw voordeel is een begrip, ontleend aan een van de Algemeen Fonds-kaarten in het spel Monopoly. In de Nederlandse uitgave van het spel ontvangt de speler hierdoor 200 gulden, in de Belgische F 4000.
Een vergissing van de bank in uw voordeel is daarnaast een staande uitdrukking geworden. Men doelt op onterecht verkregen voordeel, dat men zou mogen behouden. In werkelijkheid is hiervan echter meestal geen sprake. Geld dat door de bank abusievelijk is overgemaakt, kan weer door die bank worden opgeëist. Dat kan met name anders zijn in faillissementssituaties.